# Copa del Mundo de Quádbol
La Copa del Mundo de Quidditch es un torneo internacional de  quidditch disputado por las selecciones nacionales miembros de la International Quidditch Association, la organización rectora mundial del deporte. El campeonato, que se denominó Juegos de Verano y Juegos Globales en sus dos primeras ediciones, se ha otorgado cada dos años desde 2012. Los actuales campeones son Estados Unidos, que derrotó a Bélgica en 2018.

## Historia
La Copa del Mundo se celebró por primera vez en julio de 2012. El torneo se denominó "Juegos de verano" de acuerdo con su vinculación no oficial con los Juegos Olímpicos de verano de 2012, y porque el nombre "Copa del mundo" ya se estaba utilizando desde 2007 para un  campeonato de clubes celebrado en los Estados Unidos. El torneo se llevó a cabo en Oxford, Reino Unido mientras el Recorrido de la antorcha olímpica en los Juegos Olímpicos de Londres 2012 pasaba por la ciudad. Participaron cinco equipos: Australia, Canadá, Francia, Reino Unido y Estados Unidos. El evento siguió un formato de todos contra todos, con el equipo con el ranking más bajo siendo eliminado y los demás avanzando a la fase de grupos. El Reino Unido fue derrotado por todos los demás competidores y no llegó al grupo. Estados Unidos ocupó el primer lugar, derrotando a Francia en la final, y Australia se adjudicó el bronce al derrotar a Canadá.
En 2014, el torneo pasó a llamarse "Juegos Globales" y se llevó a cabo bajo una IQA actualizada que se convirtió en una federación deportiva internacional. Los Juegos estuvieron bajo la supervisión de US Quidditch, pero se llevaron a cabo en Burnaby, Canadá.
Siete equipos salieron a competir: Australia, Bélgica, Canadá, Francia, México, Reino Unido y Estados Unidos. Italia había planeado competir pero tuvo que retirarse. El evento se disputó en un round-robin, con posiciones en una serie de playoffs determinadas por el resultado de cada equipo en la primera ronda. Debido a las limitadas relaciones con los medios y la planificación inadecuada, el torneo era relativamente desconocido y carecía de personal médico, lo que se hizo evidente cuando Bélgica decidió renunciar después de sufrir múltiples lesiones. Estados Unidos defendió su título al derrotar a Australia en la final, y Canadá se adjudicó el bronce al derrotar al Reino Unido.
La Copa del Mundo de 2016 tuvo lugar en Frankfurt, Alemania. El plan inicial del torneo involucró a 24 equipos competidores, pero debido a la deserción de cinco equipos, el número de naciones esperadas se redujo a 19. Más tarde, Brasil y Eslovaquia se agregaron a la lista de equipos, lo que resultó en un campo de 21 naciones. El torneo se llevó a cabo utilizando un formato de juego de grupo, seguido de una -Soporte de eliminación con los 21 equipos. Antes del torneo, se llevaron a cabo partidos de exhibición entre Canadá y el Reino Unido, Turquía y México y Australia y Alemania. Después de un torneo de grupos y grupos, Australia derrotó a Estados Unidos 150 * -130 en la final. Estados Unidos había hecho por primera vez una captura de snitch que no se permitió con el argumento de cargar contra la snitch. Cuando el buscador australiano atrapó la snitch, la captura fue inicialmente desafiada debido a que el buscador había sido golpeado por una bludger. Sin embargo, se descartó el ritmo ya que el golpeador había sido golpeado por una bludger. Por lo tanto, la atrapada se consideró buena y Australia ganó el partido y Estados Unidos sufrió su primera derrota. En el partido por el tercer puesto, el Reino Unido se vengó de su derrota en los playoffs por el tercer puesto de 2014 años antes al vencer a Canadá 190 * –60. Por lo tanto, tanto la final como los playoffs de bronce fueron repeticiones de los mismos juegos de la Copa del Mundo anterior, ambos con el resultado inverso.
La Copa del Mundo 2018 se celebró en Florencia, Italia, con 29 equipos compitiendo. Ha habido mucha controversia en línea sobre el aumento inesperado de las tarifas de los torneos, que ha obligado a algunas naciones más pequeñas a abandonar, a saber, Dinamarca y Suecia, que habrían estado presentes en el primera vez. [cita requerida]

## Formato

### Calificación
Ninguna de las competiciones hasta ahora ha implicado una ronda de clasificación. Para ser elegible, el equipo debe representar al organismo rector nacional de una región.

## Resultados
La siguiente tabla muestra una lista de todas las Copas del Mundo hasta la fecha. El equipo que atrapó la snitch se indica con un asterisco.
| 2012 Detalles | Oxford    | Estados Unidos | 160*–0   | Francia        | Australia   | 60*–50  | Canada      | 5  |
| 2014 Detalles | Burnaby   | Estados Unidos | 210*–0   | Australia      | Canada      | 70*–40  | Reino Unido | 7  |
| 2016 Detalles | Frankfurt | Australia      | 150*–130 | Estados Unidos | Reino Unido | 190*–60 | Canada      | 21 |
| 2018 Detalles | Florencia | Estados Unidos | 120*–70  | Bélgica        | Turquía     | 110*–60 | Reino Unido | 29 |
| 2023 Detalles | Richmond  |                |          |                |             |         |             |    |

## Medallero
| Puesto           | País             | Oro | Plata | Bronce | Total |
| ---------------- | ---------------- | --- | ----- | ------ | ----- |
| 1                | Estados Unidos   | 3   | 1     | 0      | 4     |
| 2                | Australia        | 1   | 1     | 1      | 3     |
| 3                | Bélgica          | 0   | 1     | 0      | 1     |
| 4                | Francia          | 0   | 1     | 0      | 1     |
| 5                | Canadá           | 0   | 0     | 1      | 1     |
| 6                | Turquía          | 0   | 0     | 1      | 1     |
| 7                | Reino Unido      | 0   | 0     | 1      | 1     |
| Total (7 países) | Total (7 países) | 4   | 4     | 4      | 4     |

## Participaciones
| Equipo         | 2012 | 2014 | 2016 | 2018 | Total |
| Alemania       | -    | -    | 11º  | 7º   | 2     |
| Australia      | 3º   | 2º   | 1º   | 5º   | 4     |
| Austria        | -    | -    | 14º  | 11º  | 2     |
| Bélgica        | -    | 7º   | 7º   | 2º   | 3     |
| Brasil         | -    | -    | 16º  | 27º  | 2     |
| Canada         | 9º   | 3º   | 4º   | 9º   | 4     |
| Cataluña       | -    | -    | 12º  | 17º  | 2     |
| Corea del Sur  | -    | -    | 21º  | 23º  | 2     |
| Eslovaquia     | -    | -    | 17º  | 26º  | 2     |
| Eslovenia      | -    | -    | 15º  | 21º  | 2     |
| España         | -    | -    | 10º  | 10º  | 2     |
| Estados Unidos | 1º   | 1º   | 2º   | 1º   | 4     |
| Finlandia      | -    | -    | -    | 28º  | 1     |
| Francia        | 2º   | 6º   | 5º   | 6º   | 4     |
| Hong Kong      | -    | -    | -    | 25º  | 1     |
| Irlanda        | -    | -    | 20º  | 21º  | 2     |
| Islandia       | -    | -    | -    | 29º  | 1     |
| Italia         | -    | -    | 13º  | 8º   | 2     |
| Malasia        | -    | -    | -    | 18º  | 1     |
| Mexico         | -    | 5º   | 8º   | 13º  | 3     |
| Noruega        | -    | -    | 9º   | 11º  | 2     |
| Nueva Zelanda  | -    | -    | -    | 20º  | 1     |
| Países Bajos   | -    | -    | 18º  | 19º  | 2     |
| Polonia        | -    | -    | 19º  | 13º  | 2     |
| Reino Unido    | 5    | 4    | 3º   | 4º   | 4     |
| Suiza          | -    | -    | -    | 23º  | 1     |
| Turquía        | -    | -    | 6º   | 3º   | 2     |
| Vietnam        | -    | -    | -    | 15º  | 1     |